# Dietmar Alge
Dietmar Alge (* 10. Juli 1959 in Lustenau) ist ein österreichischer Unternehmer und Politiker (ÖVP). Alge war von 1994 bis 2009 Abgeordneter zum Vorarlberger Landtag. Er lebt in Lustenau, ist verheiratet und Vater von zwei Kindern.

## Leben und Wirken
Dietmar Alge absolvierte eine Ausbildung am FH Neu Technikum Buchs und schloss den Unilehrgang Angewandte Betriebswirtschaft mit dem akademischen Grad DI (FH) ab. 1984 trat Alge in den von seinem Vater gegründeten Betrieb alge electronic ein und übernahm 1986 die Leitung des Betriebes.
Alge ist Kooptiertes Mitglied im Vorstand Vorarlberger Industrieller und Mitglied der Sektionsleitung Industrie der Wirtschaftskammer. Zudem vertrat er die ÖVP ab dem 4. Oktober 1994 bis zum Jahr 2009 im Vorarlberger Landtag. Lange Zeit hatte Alge die Funktion des Wirtschaftssprechers innerhalb des ÖVP-Landtagsklubs innegehabt, musste dieses Amt jedoch am 1. Juni 2006 zurücklegen, nachdem auf seiner Firmenhomepage arbeitnehmerfeindliche Sprüche aufgetaucht waren. Alge übernahm in der Folge die Funktion des Bereichssprechers für neue Technologien, Forschung und Entwicklung und kündigte im Februar 2009 an, bei der Landtagswahl 2009 nicht mehr anzutreten. Er schied mit der Angelobung des 29. Vorarlberger Landtags am 14. Oktober 2009 aus der aktiven Politik aus.